# Люблинский троллейбус
Люблинский троллейбус — одна из трёх действующих троллейбусных систем Польши (две другие — в Гдыне и в Тыхы). Перевозчиком является MPK Lublin sp. z o.o. Длина троллейбусных путей — более 70 км.

## История люблинского троллейбуса
- 21 июля 1953 — запуск первого троллейбуса. Длина первой линии составляла 4 км, обслуживалась советскими троллейбусами ЯТБ-2 1937 года производства, которые в 1945 г. были переданы Москвой Варшаве[2].
- 1957 г. — начало строительства автобусно-троллейбусного депо в р-не Хеленув.
- 1979 г. — на линиях работало 54 троллейбуса.
- 1994 г. — ликвидация троллейбусных путей на ул. Краковское Предместье.
- 2001 г. — ввод в эксплуатацию первого низкопольного троллейбуса Jelcz M121E.
- 2007 г. — окончание строительства участка троллейбусной линии Розточе — Оркана — Армии Крайовой — Героев Монте-Кассино — Виленская — Глубокая.
- 2008 г. — ввод в эксплуатацию низкопольных троллейбусов Solaris Trollino 12.
- 2010 г. — ввод в эксплуатацию троллейбуса МАЗ-203Т8М, на базе белорусского автобуса МАЗ-203.
- 2011 г. — приобретение 15 троллейбусов Solaris Trollino 12.
- 2012 г. — приобретение ещё 15 троллейбусов Solaris Trollino.
- 2013 г. — приобретение троллейбусов Solaris с возможностью автономного хода, ввод в эксплуатацию троллейбусов с аккумуляторами Ursus от польско-украинского консорциума.
- 2014 г. — завершение строительства троллейбусной лини до Абрамовице.
- 2015 г. — открытие троллейбусного депо на 100 троллейбусов на ул. Грыговой и участков троллейбусных линий на ул. Зембожицкой и Диаментовой.
- 2018 г. — приобретение очередных сочленённых троллейбусов Ursus.
- 2019 г. — открытие троллейбусных линий на следующих улицах: Грыговой, Мелгевской, Ходзьки, Сморавиньского, Шелиговского и Хоины.[3]

## Маршруты
В 2020 году в Люблине работало 13 троллейбусных маршрутов:
- № 150 Р-н Поремба — Панцернякув*
- № 151 Венглин — Абрамовице
- № 153 Венглин — Панцернякув*
- № 154 Венглин — Ходьки* (госпиталь)
- № 155 Зана* (ЗУС) — Панцернякув*
- № 156 Хоины* — Фелин
- № 157 Зана* (Леклерк) — Фелин
- № 158 Зана* (ЗУС) — Фелин
- № 159 Р-н Поремба — Панцернякув*
- № 160 Хоины* — Р-н Поремба
- № 161 Фелин — Р-н Поремба
- № 162 Р-н Поремба — Инженерская*
- № 950 Зана* (ЗУС) — Панцернякув*

### Туристические маршруты
№Т Краковские ворота — Королевская* — Замойская* — Фабричная* — Дорога мучеников Майданека — Фабричная* — Замойская* — Королевская* — Любартовская* — Ходьки — Любартовская* — Королевская* — Краковские ворота
Маршрут обслуживается троллейбусом ЗиУ 9УП

## Оплата проезда

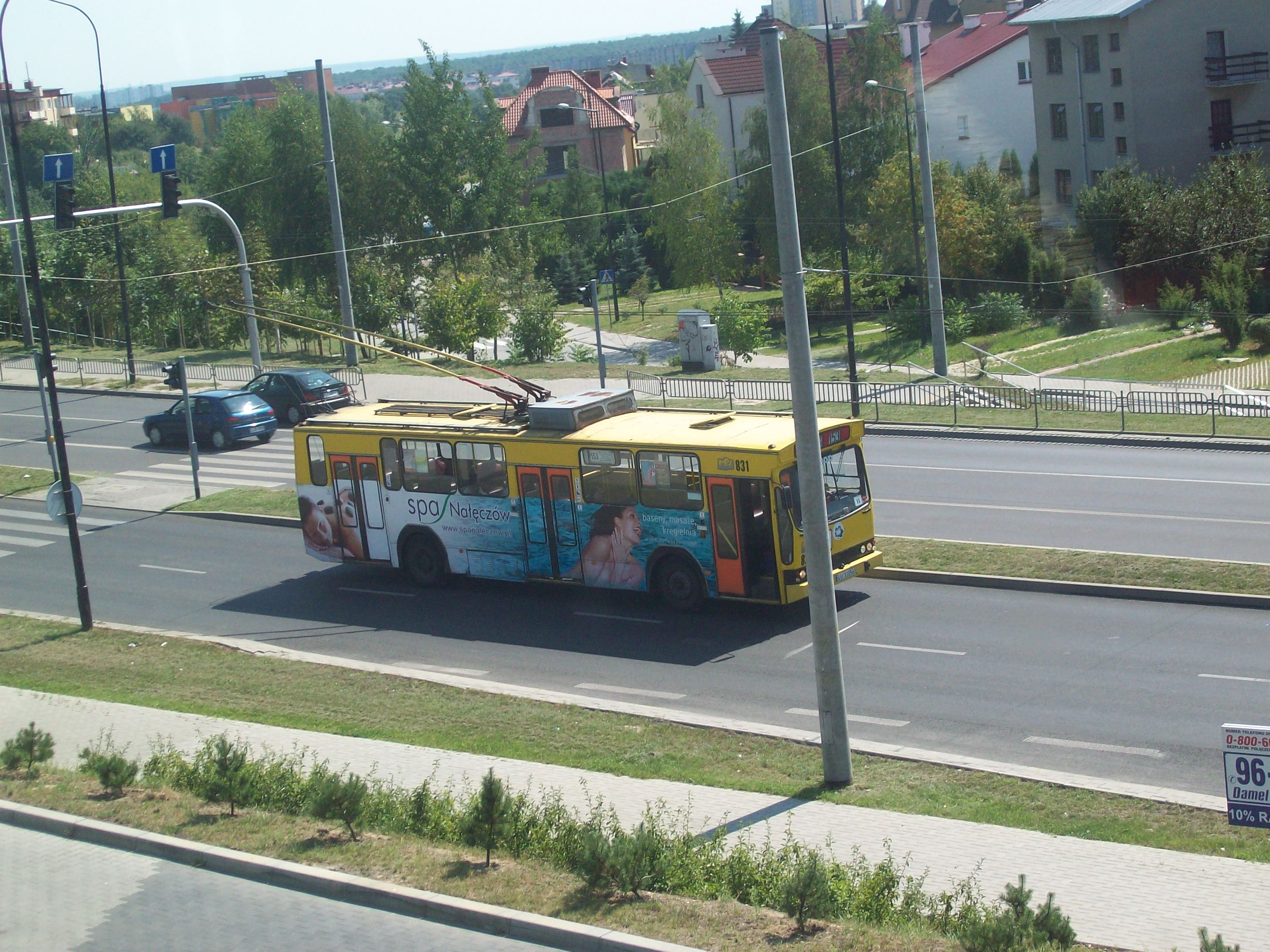
Ельч ПР110Е на маршруте № 153 на новом участке маршрута на улице В. Оркана

В троллейбусах действуют единые для всего городского транспорта Люблина билеты: билеты на одну поездку, билеты на 30 и 60 минут, билеты на 2, 12 и 120 часов, а также месячные проездные. В 2020 году стоимость одной поездки составляла 4 злотых.

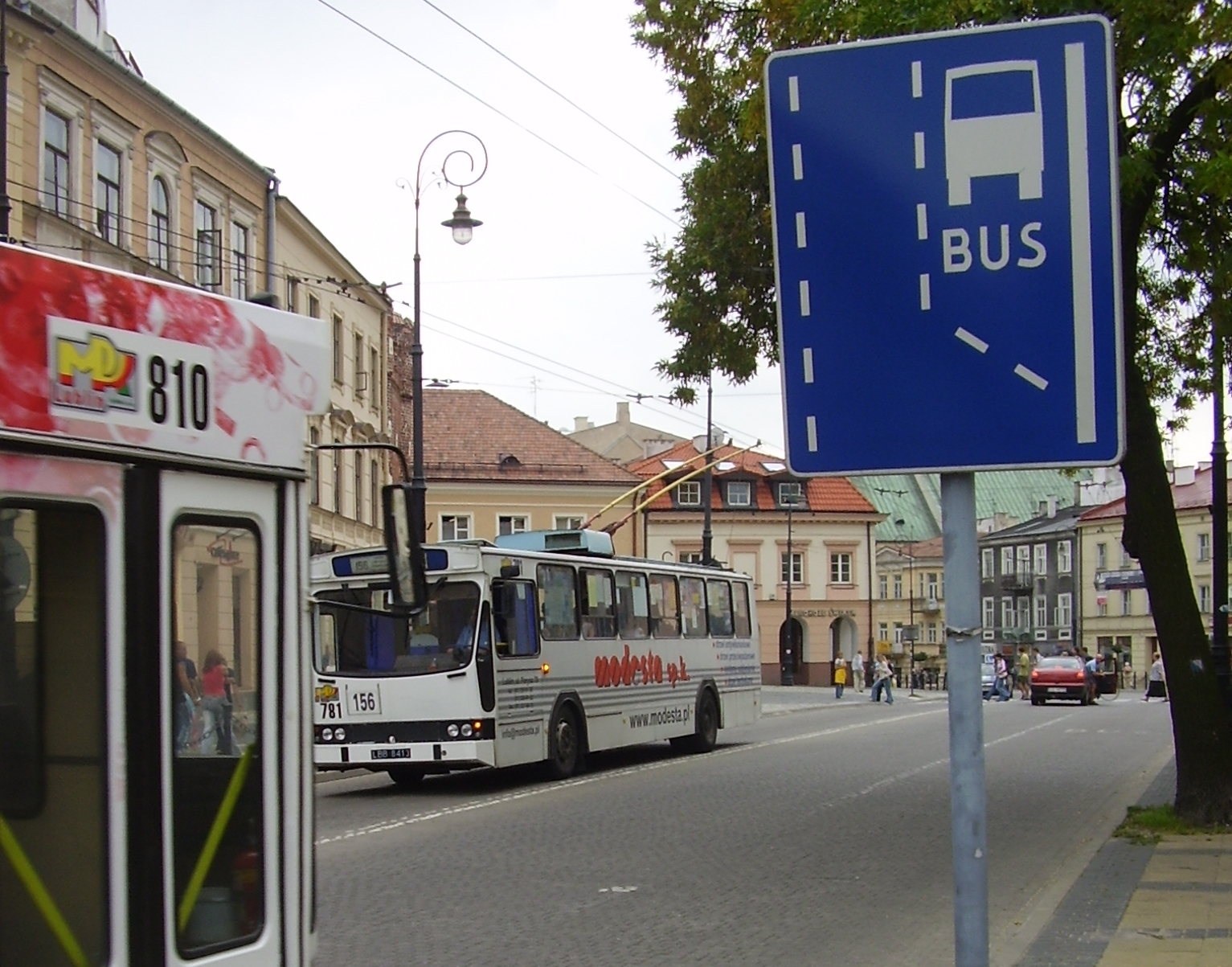
Троллейбус Ельч ПР110Т на маршруте № 156 на Королевской улице

## Троллейбусный парк
Состав троллейбусного парка Люблина:
| Тип                    | Количество троллейбусов этого вида |
| ---------------------- | ---------------------------------- |
| МАЗ-203Т8М             | 1                                  |
| Solaris Trollino 12AC  | 1                                  |
| Solaris Trollino 12 M  | 3                                  |
| Solaris Trollino 12 S  | 30                                 |
| Solaris Trollino 12 MB | 20                                 |
| ЗиУ 9УП                | 1                                  |
| SAM MPK LUBLIN II      | 3                                  |
| Bogdan T70116          | 38                                 |
| Solaris Trollino 18    | 12                                 |
| Ursus CS18T            | 15                                 |

Всего троллейбусов в парке: 124, из них 123 — низкопольные.